# آلدگوندیس
آلدِگوندیس (به انگلیسی: Aldegundis) (ح. 639 میلادی – ۶۸۴ میلادی)، یا آلدگوند یک سرراهبه فرانکی بنیدکتین بود که توسط کلیسای کاتولیک و کلیسای ارتدکس شرقی به عنوان قدیس مفتخر شد.

## دوران کودکی و نوجوانی
او از نوادگان خانوادهٔ سلتنطی مروونژی بود. او به عنوان دومین دختر «والده برتوس اول» (Waldebertus I) و همسرش "بریتا" به دنیا آمد و همراه با والدین و خواهر بزرگترش «والده ترودیس» (Waldetrudis) که بعدها او نیز قدیسه لقب گرفت در کاخ کوزُلره در شمال فرانسه زندگی می‌کرد. او از دوران کودکی در آرزوی پیوستن به یک صومعه بود اگرچه که والدینش در صدد برقراری یک پیوند با خانوادهٔ پادشاهی انگلستان توسط بودند. او در مدت کوتاهی مانده به ازدواج با فرزند پادشاه انگلستان، از خانواده‌اش گریخت و در منطقه‌ای غیر مسکونی در نزدیکی مرز کنونی فرانسه و هلند به بسط و گوشه نشینی نشست تا پدر و مادرش به خواستهٔ او تن دهند.

## خواهر روحانی و رئیس صومعه

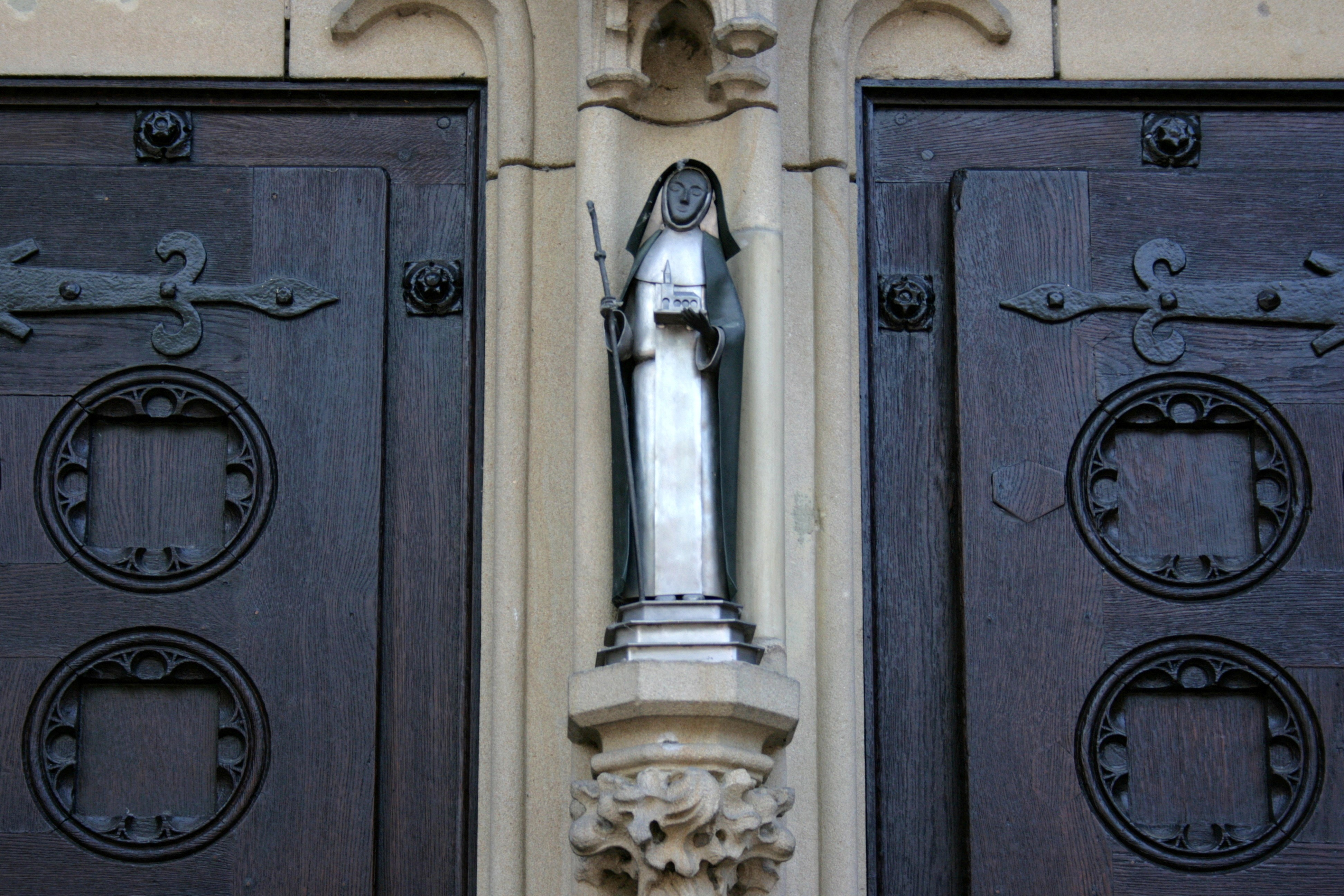
تندیس آلدگونیس در کلیسای سنت آلدگونیس در امِریش - آلمان

پس از پافشاری‌های او در سال ۶۵۱، اسقف اعظم ماستریخت او را در یک صومعه پذیرفت، پس از مرگ پدر و مادرش با حمایت اسقف اعظم توانست بوسیلهٔ ارثیه‌اش صومعه‌های دوگانهٔ موبوژ را تأسیس کند. او همواره بر سلامت و مراقبت از فقرا مخصوصاً در بیماری‌ها تأکید داشت و همچنین یک بیمارستان را نیز بنیاد نهاد. او تا هنگام مرگ به دلیل سرطان به عنوان مدیر، صومعه‌ها را اداره کرد.

## افسانه‌ها
در تعالیم مسیحیت نقل شده که آلدگوندیس در سن ۱۳ سالگی نوایی می‌شنود: بدنبال همسری جز فرزند خدا مباش ، قبل از آنکه والدینش در ۱۳ سالگی او را مجبور به ازدواج با فرزند پادشاه انگلستان کنند، می‌میرند. فرزند پادشاه عروس خود را تعقیب می‌کند و لی او از دستش می‌گریزد زیرا فرشته‌ای او را از یک سمت رودخانه به سمت دیگر رودخانه منتقل می‌کند.

## نیایش و ستایش
نیایش با آلدگوندیس قبل از همه در حدود قرن هشتم میلادی در فرانسه، هلند، لوگزامبورگ و بلژیک رواج پبدا کرد، از او اغلب به عنوان یاری‌رسان و قدیسهٔ کمک در بیماریها نام برده می‌شود و در هنگام سرطان، سردرد، صرع و اختلالات روانی و شرایط مخاطره‌آمیز و مرگبار نیایش می‌شود. یک نیایش معروف در این زمینه عبارتست از: ای آلدگوندیس مقدس ما را در مقابل تب، سرطان و خطرات مرگبار حفظ بفرما 